# Karl Gustav von Jordan
Karl Gustav von Jordan (zmarły w początkach XVIII wieku) dyplomata saski. Niemiec bałtycki z ziem dzisiejszej Łotwy.
Był posłem nadzwyczajnym króla Polski/elektora Saksonii w Paryżu (1702),  jednocześnie działając tam jako agent księcia  Brunszwik-Wolfenbüttel. Z polecenia elektora miał odnowić stosunki sasko-francuskie z Ludwikiem XIV.
Do Paryża wysłany w tym samym czasie co Louis Abensur wyruszył do Gdańska. Była to część szeroko zakrojonej gry dyplomatycznej Augusta II.